# Stathīs Tachatos
Stathīs Tachatos (in greco Στάθης Τάχατος; Salonicco, 12 agosto 2001) è un calciatore greco, difensore del Larissa.

## Carriera
Cresciuto nelle giovanili del PAOK, non riesce a debuttare in prima squadra.
Nel 2022 si trasferisce al Volo, club di Souper Ligka Ellada.

## Palmarès

### Club

#### Competizioni nazionali
- Souper Ligka Ellada 2: 1

Larissa: 2024-2025 (girone A)